# Nati nel 1616
| Questa pagina contiene informazioni ricavate automaticamente dalle voci biografiche con l'ausilio del template Bio e di un bot. L'aggiornamento è periodico e automatico e ricostruisce completamente la pagina. Se manca una persona in questa lista, sei pregato di non aggiungerla, ma accertati piuttosto che la sua voce biografica contenga il template Bio e che i dati anagrafici siano correttamente compilati. Se il template Bio manca, inseriscilo tu stesso o, in alternativa, metti l'avviso {{tmp\|Bio}} che ne segnala la mancanza. Se i dati riportati sono sbagliati, correggi direttamente la voce biografica; le modifiche saranno visibili in questa lista entro pochi giorni. Per chiarimenti vedi il progetto biografie. La lista contiene solo le 85 persone che sono citate nell'enciclopedia e per le quali è stato implementato correttamente il template Bio. Pagina aggiornata al 2 giu 2025. |

## Gennaio(7)
- 8 gennaio - Giovanni Antonio De Rossi, architetto italiano († 1695)
- 11 gennaio - Girolamo Borghesi, vescovo cattolico italiano († 1698)
- 13 gennaio - Antoinette Bourignon, mistica fiamminga († 1680)
- 16 gennaio - Francesco di Borbone-Vendôme, generale francese († 1669)
- 20 gennaio - Jerzy Sebastian Lubomirski, principe e generale polacco († 1667)
- 23 gennaio - Giulio Berlendis, vescovo cattolico italiano († 1693)
- 31 gennaio - Ermanno Adolfo di Lippe-Detmold, nobile tedesco († 1666)

## Febbraio(6)
- 1º febbraio - Sofia Elisabetta di Brandeburgo, principessa tedesca († 1650)
- 2 febbraio - Sébastien Bourdon, pittore francese († 1671)
- 2 febbraio - Giovanni Sagredo, ambasciatore italiano († 1682)
- 5 febbraio - Marie de Hautefort, francese († 1691)
- 28 febbraio - Federico d'Assia-Darmstadt, cardinale e vescovo cattolico tedesco († 1682)
- 28 febbraio - Kaspar Förster il Giovane, compositore e cantante lirico tedesco († 1673)

## Marzo(2)
- 1º marzo - Maurizio Cazzati, compositore italiano († 1678)
- 5 marzo - Francesco Maria Febei, arcivescovo cattolico e scrittore italiano († 1680)

## Aprile(5)
- 5 aprile - Federico del Palatinato-Zweibrücken, nobile tedesco († 1661)
- 10 aprile - Trijntje Keever, olandese († 1633)
- 19 aprile - Luigi IV di Legnica, nobile polacco († 1663)
- 20 aprile - Alfonso II Gonzaga, nobile († 1678)
- 24 aprile - Gustavo di Wasaborg, condottiero svedese († 1653)

## Maggio(6)
- 1º maggio - Federico II di Brandeburgo-Ansbach, nobile tedesco († 1634)
- 3 maggio - Carlo Gonzaga, nobile italiano († 1680)
- 19 maggio - Johann Jakob Froberger, compositore, clavicembalista e organista tedesco († 1667)
- 24 maggio - John Maitland, I duca di Lauderdale, nobile e politico britannico († 1682)
- 25 maggio - Carlo Dolci, pittore italiano († 1686)
- 27 maggio - Cristina Maddalena del Palatinato-Zweibrücken-Kleeburg († 1662)

## Giugno(6)
- 10 giugno - Paolo Naldini, scultore italiano († 1691)
- 17 giugno - Georg Ludwig von Sinzendorf, nobile e politico austriaco († 1681)
- 23 giugno - Shah Shuja, principe indiano († 1661)
- 24 giugno - Ferdinand Bol, pittore olandese († 1680)
- 24 giugno - Filippo di Hohenzollern-Hechingen, principe († 1671)
- 28 giugno - Lucas Franchoijs il Giovane, pittore fiammingo († 1681)

## Luglio(2)
- 10 luglio - Antonio del Castillo y Saavedra, pittore spagnolo († 1668)
- 21 luglio - Anna de' Medici, nobile italiana († 1676)

## Agosto(3)
- 13 agosto - Plautilla Bricci, architetta e pittrice italiana († 1705)
- 25 agosto - Bernardo Cavallino, pittore italiano († 1656)
- 30 agosto - Giovan Battista Nani, ambasciatore e storico italiano († 1678)

## Settembre(2)
- 9 settembre - Giuseppe Balzano, compositore maltese († 1700)
- 14 settembre - Philips Angel I, pittore olandese († 1683)

## Ottobre(5)
- 2 ottobre - Andreas Gryphius, poeta e drammaturgo tedesco († 1664)
- 18 ottobre - Nicholas Culpeper, medico, botanico e astrologo britannico († 1654)
- 20 ottobre - Thomas Bartholin, anatomista danese († 1680)
- 20 ottobre - Ermanno Stroiffi, pittore e presbitero italiano († 1693)
- 21 ottobre - Camillo Astalli, cardinale e vescovo cattolico italiano († 1663)

## Novembre(4)
- 17 novembre - Alvise Sagredo, patriarca cattolico italiano († 1688)
- 19 novembre - Eustache Le Sueur, pittore francese († 1655)
- 23 novembre - John Wallis, presbitero e matematico inglese († 1703)
- 24 novembre - Antonio de Aragón-Córdoba-Cardona y Fernández de Córdoba, cardinale spagnolo († 1650)

## Dicembre(6)
- 4 dicembre - Francesco Giacinto Gonzaga, religioso italiano († 1630)
- 14 dicembre - William Hamilton, II duca di Hamilton, nobile, militare e politico scozzese († 1651)
- 16 dicembre - Guidobaldo Thun, cardinale e arcivescovo cattolico austriaco († 1668)
- 18 dicembre - Carlo Cesare Malvasia, storico dell'arte italiano († 1693)
- 21 dicembre - Pietro Andrea Ziani, compositore e organista italiano († 1684)
- 25 dicembre - Christian Hofmann von Hofmannswaldau, poeta tedesco († 1679)

## Senza giorno specificato(31)
- Christian Aagard, poeta danese († 1664)
- George Ayscue, ammiraglio inglese († 1672)
- Luigi Bevilacqua, patriarca cattolico, diplomatico e funzionario italiano († 1680)
- Carlo Martino Carlone, architetto italiano († 1667)
- Antonio Juan de Centelles, politico, nobile e giudice spagnolo († 1681)
- Henri Chabot, nobiluomo francese († 1655)
- Pier Francesco Cittadini, pittore italiano († 1681)
- Henry Cooke, compositore, attore teatrale e cantore britannico († 1672)
- Matteo Cristiano, avvocato italiano († 1653)
- Bénigne Dauvergne de Saint-Mars, militare francese († 1708)
- Michel Dorigny, pittore e incisore francese († 1665)
- François Duchesne, storico francese († 1693)
- William Faithorne, incisore e pittore inglese († 1691)
- Girolamo Gastaldi, cardinale e arcivescovo cattolico italiano († 1685)
- Onofrio Giliberto, scrittore, drammaturgo e romanziere italiano († 1665)
- Anna Maria di Gonzaga-Nevers, nobile francese († 1684)
- Pieter Goos, incisore, cartografo e editore olandese († 1675)
- Anton Goubau, pittore fiammingo († 1698)
- André Graindorge, filosofo e medico francese († 1676)
- Daniel Gravius, missionario e linguista olandese († 1681)
- Ludolf de Jongh, pittore olandese († 1679)
- David Lewis, presbitero e gesuita gallese († 1679)
- Muhammad Baqir Majlisi, teologo e giurista persiano († 1689)
- John Owen, predicatore e teologo inglese († 1683)
- Luigi Pellegrini Scaramuccia, pittore e storico dell'arte italiano († 1680)
- Jan Rieuwertsz, editore olandese († 1687)
- William Russell, I duca di Bedford, nobile, militare e politico inglese († 1700)
- Francesco Scannelli, storico dell'arte e medico italiano († 1663)
- John Thurloe, britannico († 1668)
- François Tortebat, pittore e incisore francese († 1690)
- Thomas Wijck, pittore olandese († 1677)